# Garrauli (stato)
Lo Stato di Garrauli (noto anche come Stato di Garrouli) fu uno stato principesco del subcontinente indiano, avente per capitale la città di Garrauli.

## Storia
Lo stato di Garrauli divenne uno stato principesco nel 1812, quando il governo britannico concesse un sanad al primo diwan bahadur, Gopal Singh, figlio secondogenito del Thakur Bhagwant Singh di Mahewa della dinastia dei Bundela di Orchha.
Lo stato mantenne delle forze militari proprie seppur minime: 2 cavalieri, 56 fanti e 4 cannoni al proprio servizio.
Garrauli era un non-salute state e venne compreso nell'Agenzia del Bundelkhand. Aveva una popolazione di 5231 individui nel 1901 ed una rendita statale di 25.000 rupie con una superficie territoriale di 101 km2.
Cesso di esistere de facto nel 1947 e formalmente entrò a far parte dell'Unione Indiana il 3 marzo 1948.

## Governanti
La famiglia regnante ebbe il titolo di diwan.

### Diwan
- Gopal Singh, 1812 - 1830
- Parichhat Singh, figlio del precedente, 1831-1884
- Cchandrabhan Singh, figlio del precedente, 1884-1946
- Raghuraj Singh, figlio del precedente, 1946-1947